# Manuel da Costa (jesuíta)
O Padre Manuel da Costa (Mourão, 13 de Outubro de 1601 - 11 de Novembro de 1667, Lisboa) foi um jesuíta português, professor de Letras e Humanidades e pregador, a quem desde 1940 está atribuída a autoria da Arte de Furtar. Esta obra, segundo tudo indica redigida em 1652, foi publicada pela primeira vez só em 1743 ou 1744, sob a falsa autoria do Padre António Vieira. Embora a autoria vieiriana tivesse sempre sido muito contestada, ela foi mantida em todas as edições da obra até à 10.ª, em 1937.
Arte de Furtar é considerada uma obra prima de crítica de costumes do período barroco e da literatura da Restauração. A obra foi dedicada e oferecida pelo autor ao rei D. João IV, em cuja Corte gozava de aceitação, bem como ao Príncipe do Brasil, D. Teodósio, que viria porém a morrer de tuberculose no ano seguinte, em 1653.

## Biografia
O Padre Manuel da Costa nasceu em Granja, aldeia do Concelho de Mourão, no Alentejo, a 13 de Outubro de 1601, tendo entrado na Companhia de Jesus aos 15 anos de idade. Aí recebeu, em 1632, o grau de Mestre em Artes e fez, em 1640, a profissão solene de quatro votos. Ensinou Letras Humanas durante quatro anos e dedicou-se depois à pregação, que interrompeu apenas para desempenhar os cargos de Prefeito dos Estudos na Universidade de Évora (1648-1649) e de reitor do Colégio Jesuíta de Faro (1656-1659). Morreu em Lisboa, na Casa de S. Roque, a 11 de Novembro de 1667.

## Autoria daArte de Furtar
A autoria da Arte de Furtar foi-lhe expressamente atribuída numa denúncia feita por um jesuíta lisboeta seu contemporâneo, Francisco Valente, e enviada para os superiores da Ordem, em Roma, cerca de 1660. O texto deste documento, encontrado no arquivo romano dos jesuítas pelo historiador Francisco Rodrigues SJ em 1939, revelado numa sua comunicação ao Congresso do Mundo Português em 1940 e parcialmente publicado em 1941, só foi integralmente dado á estampa por J. Pereira Gomes SJ em 1965, reforçando decisivamente a atribuição ao Padre Manuel da Costa. Nele afirmava o denunciante que o Padre Manuel da Costa compusera e oferecera ao rei uma "Arte de Furtar" que se tornara "cousa célebre" no reino e na qual se permitira tecer comentários sobre todas as profissões, repartições e tribunais, sem dar qualquer satisfação aos superiores da Companhia de Jesus. Na denúncia transcrita por J. Pereira Gomes eram feitas outras acusações a Manuel da Costa, como a de mover influências junto do rei e dentro da Companhia, ter muito dinheiro de origem desconhecida, ser "atraiçoado" (pérfido) e "livre e atrevido". Enfim, o denunciante referia ainda terem sido encontrados no seu quarto em 1656 uns "doces" oferecidos por pessoa desconhecida.